# Заказники Білорусі
Станом на 2007 рік у Білорусі функціонувало 487 заказників. Заказники є категорією особливо охоронних природних територій (ООПТ), на їх частку припадає 68,5 % загальної площі природно-заповідного фонду (1080,4 тис. га). Заказники республіканського значення займають 4,0 % території країни і 52,9 % загальної площі ПЗФ. У складі цієї категорії ООПТ найбільша площа припадає на ландшафтні заказники. За кількістю переважають біологічні заказники.

## Біологічні заказники
У Білорусі 52 біологічних заказники загальною площею 412,5 тис. га (станом на 1995 р.). Всі вони поділяються на ботанічні і зоологічні заказники: y Брестській області — Барановицький, Борський, Міхалінсько-Березовський, Радостовський, Споровський, Тирвовічи, Яловський та ін., у Вітебській — Освейський, Велике Болото, Заболоття, Запольський, Казьянський, Калитка, Фоміно, Чистик, y Гомельській — Бабинець, Буда-Кошелівський, Букчанський, Вітковський, Житковицький, Струменський, Чечерський, Чирковіцький, Шабринський, пониззя Случі (частково в Брестській області), y Гродненській — Гожівський, Слонімський, Докудовський та ін., y Мінській — Амяльнянський, Копиш, Ленінський (частково в Брестській області), Фаліцький Мох, Черневський, Антонова та ін.
У різних зонах республіки створені заказники, де поширена журавлина, — переважно на верхніх болотах (близько 20) і заказники лікарських рослин (близько 10).

## Заказники республіканського значення
Заказники республіканського значення на території Білорусі:

### Біологічні
- Жовтневий, заказник
- Амяльнянський заказник
- острови Дуліби
- Бабинець, заказник
- Болото Мох
- Біле, заказник
- Борський заказник
- Буда-Кошелівський заказник
- Букчанський заказник
- Буславка, заказник
- Волмянський заказник
- Верхньовілейський заказник
- Глєбкавка, заказник
- Глибоке — Велике Островіто
- Денісовіцький заказник
- Дніпровсько-Сожський заказник
- Довге, заказник
- Дубатовське, заказник
- Єловський заказник
- Заозерря, заказник
- Замковий Ліс
- Запольський заказник
- Званець, заказник
- Кориценський Мох
- Копиш, заказник
- Криве, заказник
- Лонно, заказник
- Лукава, заказник
- Лунінський заказник
- Лебединий, заказник
- Мацеєвіцький заказник
- Міранка, заказник
- Калитка, заказник
- Мядухава, заказник або Мядухова
- Підвеликий Мох
- Подсади, заказник
- Пекалінський заказник
- Прилуцький заказник
- Радостовський заказник
- Рудакова, заказник
- Ружанська пуща
- Річі, заказник
- Слонімський заказник
- Сосна, заказник
- Споровський заказник
- Стіклево, заказник
- Сервач, заказник
- Тирвовічи, заказник
- Фаліцький Мох, заказник
- Черневський заказник
- Чірковіцький заказник
- Чистик
- Швакшти, заказник
- Юхновський заказник

### Гідрологічні
- Вигонощанське озеро (заказник)

### Ландшафтні
- Озера, заказник
- Ольманські болота
- Освейский заказник
- Бабіновіцький заказник
- Ідріца, заказник
- Гродненська пуща
- заказник Єльня
- Казьянський заказник
- заказник Котра
- Купалівський заказник
- Липичанська пуща
- Мозирські Яри
- Новогрудський заказник
- Налібоцький заказник
- Прибузьке Полісся
- Прилепський заказник
- Простирь
- Радостовський заказник
- Сорочанські озера
- Світязянський заказник
- заказник Сіньша
- Смичок, заказник
- Стариця, заказник
- Стронга, заказник
- Стрельський заказник
- Селява
- Середня Прип'ять
- Тресковщіна
- Чарневицький
- Червоний Бір